# Dave McCormick
David Harold McCormick (* 17. srpna 1965 Washington, Pensylvánie) je americký politik, podnikatel a bývalý důstojník, člen Republikánské strany. Od ledna 2025 je senátorem USA za stát Pensylvánie.

## Životopis
Mládí strávil na předměstí Pittsburghu, později studoval na Vojenské akademii Spojených států amerických a na Princetonské univerzitě, kde v roce 1996 získal titul Ph.D. v oboru mezinárodní vztahy. V roce 1991 se zúčastnil Války v Zálivu.

### Politické působení
V letech 2005 až 2009 působil v několika různých vládních funkcích za vlády prezidenta George Bushe. Během jeho prvního prezidentství opakovaně uvažoval prezident Donald Trump nad tím, že McCormicka jmenuje do své vlády. V roce 2016 však McCormick tuto nabídku odmítnul. V letech 2020 až 2022 byl McCormick ředitelem společnosti Bridgewater Associates, která spravuje investiční fondy.
McCormick dlouhodobě finančně podporoval řadu Republikánů kandidujících na veřejné funkce, jmenovitě například Johna McCaina, Mitche McConnella, Mika Pompea nebo Jeba Bushe, naopak prezidenta Trumpa nikdy finančně nepodpořil. Během své kariéry McCormick podpořil i několik méně vlivných Demokratů a také demokratického senátora Jacka Reeda.
V roce 2022 kandidoval v republikánských primárních volbách na funkci amerického senátora. V těch jej však o pouhých 0,1 % hlasů porazil Mehmet Oz (který nakonec v řádných volbách neuspěl, když jej porazil Demokrat John Fetterman), kterého podporoval Donald Trump. McCormick sice o podporu Trumpa v těchto volbách také usiloval, nicméně později uvedl, že mu Trump sdělil, že pro jeho podporu by musel šířit lži o tom, že americké prezidentské volby v roce 2020 byly zmanipulovány.
V září 2023 McCormick oznámil svou druhou kandidaturu na funkci senátora, tentokrát jej Trump brzy poté podpořil. V červenci 2024 stál McCormick vedle Trumpa, když na něj byl spáchán pokus o atentát. V roce 2024 byl zvolen americkým senátorem poté, co nejprve jako jediný kandidát vyhrál primární volby Republikánské strany. V řádných volbách pak porazil Demokrata a dosavadního senátora Boba Caseyho o pouhých 0,2 % hlasů. McCormick se tak v lednu 2025 ujal funkce senátora. Krátce poté se zúčastnil pohřbu Jimmyho Cartera.

### Osobní život
Poprvé byl ženatý od roku 1999, ale v roce 2015 se manželství rozvedlo. Od roku 2019 je ženatý podruhé. Má celkem čtyři děti.